# 平原郡 (山東省)
平原郡（へいげん-ぐん）は、中国にかつて存在した郡。漢代から唐代にかけて、現在の山東省徳州市一帯に設置された。

## 概要
春秋時代には斉の支配下にあって平原邑と呼称したが、戦国時代に趙に支配権が移り、恵文王の弟の趙勝が封じられて「平原君」と呼ばれた。後に秦がこの地に平原県を設置した。
漢の景帝の時、済北国の北部が分割されて、平原郡が立てられた。前漢の平原郡は青州に属し、平原・鬲・高唐・重丘・羽・般・楽陵・祝阿・瑗・阿陽・漯陰・扐・富平・安徳・合陽・楊虚・龍頟の19県を管轄した。王莽の時代には河平郡と改称された。
後漢が建てられると平原郡の称に戻され、平原・高唐・般・鬲・祝阿・楽陵・漯陰・安徳・厭次の9県を管轄した。213年（建安18年）、曹操が魏公に封じられる際には冀州に属し、魏国の領土となった。
265年（泰始元年）、西晋により司馬榦が平原王に封じられると、平原郡は平原国と改められた。西晋の平原国も冀州に属し、平原・高唐・茌平・博平・聊城・安徳・西平昌・般・鬲の9県を管轄した。五胡十六国時代に入って華北が混乱すると、平原郡を支配する勢力は後趙・前燕・前秦・後燕の順に入れ替わった。東晋末の劉裕の北伐も黄河南岸までを回復するに留まり、黄河北岸の平原郡本土を回復することはできなかった。
北魏の時、平原郡は済州に属し、聊城・博平・茌平・西聊の4県を管轄した。
583年（開皇3年）、隋が郡制を廃すると、平原郡は廃止された。589年（開皇9年）、徳州が置かれた。607年（大業3年）に州が廃止されて郡が置かれると、徳州が平原郡と改称された。平原郡は安徳・平原・東光・平昌・長河・将陵・般・弓高・胡蘇の9県を管轄した。
621年（武徳4年）、唐が竇建徳を滅ぼすと、平原郡は徳州と改められ、安徳・般・平原・長河・将陵・平昌の6県を管轄した。742年（天宝元年）、徳州は平原郡と改称された。758年（乾元元年）、平原郡は徳州と改称され、平原郡の呼称は姿を消した。
安史の乱の時に顔真卿が守護した平原城は徳県にあったものである。一方、平原県は北斉の再置以来の同一名称・場所に継続して置かれている。

## 僑置平原郡
東晋の劉裕の北伐により南燕を滅ぼすと、済水南岸の広宗県に平原郡が置かれた。南朝宋のとき、平原郡は広宗・平原・鬲・安徳・平昌・般・茌平・高唐の8県を管轄した。北魏の慕容白曜がこの地を奪うと、東平原郡と改められた。北魏の東平原郡は斉州に属し、平原・鬲・臨済・茌平・広宗・高唐の6県を管轄した。
南朝宋の元嘉年間、南兗州に南平原郡が僑置された。南平原郡は平原・高唐・茌平の3県を管轄した。